# نهر إيناون
نهر إينّاون هو مجري مائي في المغرب، نابع من نهر سبو. والذي ينبع من سلسلة جبال الأطلس المتوسط.

## المحطةالكهرومائية
في عام 1973 تم إنشاء سد كبير على النهر يسمي سد إدريس الأول.

## التاريخ
تعتبر الأجزاء العليا، من مستجمعات المياه داخل سلسلة جبال الأطلس المتوسط. ملجأ للأنواع المهددة بالانقراض، مثل الرئيسيات، مكاك بربري، ومعالم كثير لعصر ما قبل التاريخ الخاص بشمال أفريقيا.